# Нугаль (провинция)
Нугаль (сомал. Nugaal, араб. نوغال‎) — провинция в центральной части Сомали.
Сомалийская провинция Нугаль входит в состав практически независимого, не признанного международным сообществом государства Пунтленд. Главный город провинции — город Гароуэ. Следующим по величине является город Эйль. На юге от Нугала находится провинция Мудуг, севернее — провинция Бари и западнее — провинция Соль, ранее входившая в состав региона Нугал. На юго-западе провинция граничит с Эфиопией, на востоке она выходит к побережью Индийского океана. 26 сентября 2004 года прибрежные районы Нугала пострадали от цунами.
Название своё провинция получила по реке Нугаль, протекающей по её территории.